# F. Edward Hébert
Felix Edward Hébert (New Orleans, 12 ottobre 1901 – New Orleans, 29 dicembre 1979) è stato un politico e giornalista statunitense, membro della Camera dei Rappresentanti per lo stato della Louisiana dal 1941 al 1977.

## Biografia

### Primi anni e carriera giornalistica

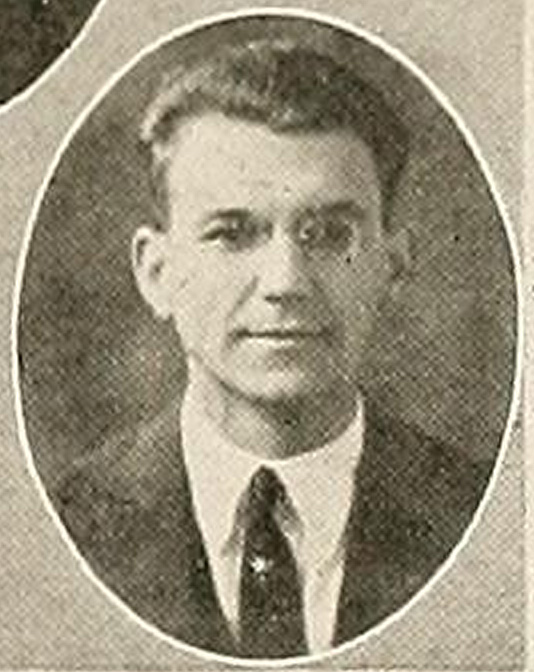
F. Edward Hébert da giovane

Nato a New Orleans, figlio di un tranviere e di un'insegnante, restò cieco dall'occhio sinistro all'età di nove anni durante un'esercitazione di tiro. Mentre frequentava il liceo, divenne assistente redattore sportivo del giornale The Times-Picayune e successivamente fu redattore sportivo del giornale dell'Università Tulane presso cui si iscrisse, senza tuttavia laurearsi.
Lasciò l'università nel 1924 e trovò lavoro come addetto alle pubbliche relazioni per la Loyola University New Orleans e come giornalista per il Times-Picayune. In veste di editorialista di prima pagina e redattore politico, seguì la candidatura e l'elezione del governatore della Louisiana Huey Long, che divenne senatore.
Nel 1939, Hébert firmò un'inchiesta giornalistica che aveva per tema la corruzione politica e che portò alla condanna e all'incarcerazione diversi collaboratori di Long, nonché il governatore Richard W. Leche e il presidente dell'Università statale della Louisiana. Il Times-Picayune ottenne il prestigioso Sigma Delta Chi Award dalla Society of Professional Journalists per "il coraggio nel giornalismo", in gran parte come risultato del lavoro di cronista svolto da Hébert.
Da anziano, Hébert disse di non essersi mai considerato un politico. Si descriveva piuttosto come "un vecchio reporter in un lungo anno sabbatico". Nel 1969 affermò: "Non avevo alcuna ambizione politica. Non ho mai avuto intenzione di entrare in una carica pubblica; non avevo mai ricoperto un incarico pubblico. In quel periodo, mi sembrava una buona possibilità di essere un giornalista migliore se fossi venuto a Washington. Mi diedero un congedo sabbatico per due anni perché sapevo che non sarei mai stato rieletto".

### Carriera politica
L'impegno giornalistico di Hébert e il suo lavoro in ambito politico lo portarono nel 1940 a candidarsi alla Camera dei Rappresentanti come esponente del Partito Democratico. Nelle primarie sconfisse il deputato in carica da dieci anni Joachim O. Fernández e successivamente vinse le elezioni generali, approdando al Congresso. Nonostante le sue iniziali convinzioni sul fatto che quella politica sarebbe stata solo una breve parentesi, Hébert occupò in realtà quel seggio per trentasei anni, divenendo il deputato più longevo nella storia della Louisiana.
A livello ideologico, F. Edward Hébert fu un convinto segregazionista e prese parte alle rivolte Dixiecrat nel 1948, confliggendo con il Presidente Truman e i suoi alleati.

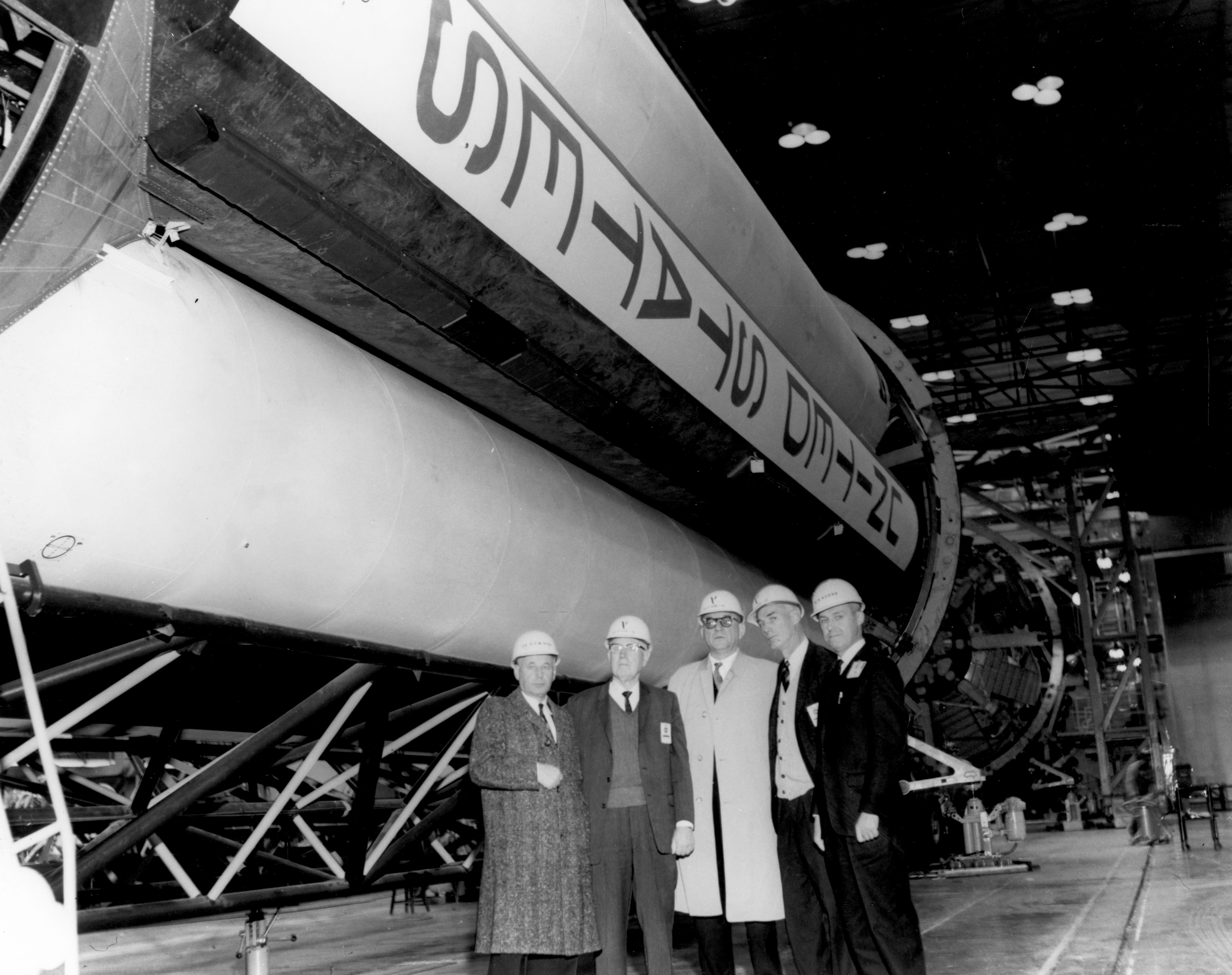
F. Edward Hébert in visita al Marshall Space Flight Center nel 1962

Fu membro della commissione per i Servizi Armati e ne divenne presidente nel 1971, alla morte del collega L. Mendel Rivers, dopo tre giorni in cui la presidenza era stata temporaneamente affidata a Philip J. Philbin. Hébert riuscì a destinare milioni di dollari di investimenti militari nel suo distretto. Quando in commissione entrarono due membri che lui non desiderava, la prima donna a far parte della commissione Pat Schroeder e il deputato afroamericano Ron Dellums, Hébert consegnò loro una sola sedia, sostenendo che insieme valessero meno di un membro maschio bianco. I rapporti tra Hébert e la signora Schroeder furono contraddistinti da grande conflittualità e lei stessa più tardi ricordò come il collega avesse un "ego fuori controllo" e da tempo avesse "perso ogni senso della commissione per i Servizi Armati come un organo gestito democraticamente".
Nel 1975 fu rimosso dalla presidenza della commissione dopo numerose proteste dei colleghi più giovani e liberali, molti dei quali si risentirono quando Hébert si rivolse ai nuovi membri eletti nel 1974 come "ragazzi e ragazze". Il governatore Edwin Edwards, il sindaco di New Orleans Moon Landrieu e la delegazione della Louisiana alla Camera protestarono per l'estromissione di Hébert, sostenendo che i suoi anni di esperienza politica avessero generato migliaia di posti di lavoro e portato milioni di dollari nello stato. Hébert decise di non ricandidarsi per un diciannovesimo mandato nel 1977, lasciando così la Camera.
Nel 1979 cominciò a soffrire di insufficienza cardiaca congestizia, che lo portò alla morte il 29 dicembre dello stesso anno. Una messa in requiem venne celebrata nella Cattedrale di San Luigi.
A Hébert è intitolata la scuola di medicina di Bethesda F. Edward Hébert School of Medicine. Nel 2012 fu inserito postumo nella Louisiana Political Museum and Hall of Fame.
A lui è intestato inoltre uno degli edifici presenti all'interno dell'Università Tulane. Nel 2017, un gruppo di studenti chiese formalmente di cambiare denominazione all'edificio, sostenendo che non fosse accettabile intitolare ad un segregazionista l'edificio universitario presso cui ha sede il Dipartimento di Storia e suggerendo invece di intitolarlo alle prime due studentesse di colore che avevano frequentato l'università.